# Mahesia ammophila
Mahesia ammophila är en ringmaskart som beskrevs av Westheide 2000. Mahesia ammophila ingår i släktet Mahesia och familjen Hesionidae. Inga underarter finns listade i Catalogue of Life.